# Marie Jacob Hendrik de Bruyn van Melis- en Mariekerke
Marie Jacob Hendrik de Bruyn van Melis- en Mariekerke ('s-Gravenhage, 26 januari 1891 - aldaar, 8 maart 1964) was een Nederlands jurist en secretaris van de Hoge Raad van Adel.

## Biografie
De Bruyn werd geboren als lid van het patriciaatsgeslacht De Bruyn en als zoon van burgemeester Willem Hendrik de Bruyn, heer van Melis- en Mariekerke en Der Boede (1853-1936) en jkvr. Susanna Maria Cornelia Six (1856-1938). Hij trouwde in 1925 met Justine Cornelia barones Mackay (1898-1981). Hun dochter Alpheda Louisa de Bruyn van Melis- en Mariekerke (1926-2021) en trouwde in 1953 met dijkgraaf mr. Joan Anthonie Lantsheer (1926-2016); een andere dochter bleef ongehuwd.
De Bruyn werd na zijn studie rechten in 1934 referendaris bij het Kabinet der Koningin. Van 1946 tot 1957 was hij secretaris van de Hoge Raad van Adel. In 1956 publiceerde hij een geschiedenis van de Hoge Raad van Adel.
Tot 1949 was De Bruyn ook rentmeester van het Oude mannenhuis (Fundatie van Beijeren van Schagen) te 's-Gravenhage.